# Январцево
Янва́рцево (каз. Январцево) — село у складі Байтерецького району Західноказахстанської області Казахстану. Адміністративний центр Январцевського сільського округу.
Населення — 1136 осіб (2021; 1274 у 2009, 1442 у 1999, 1620 у 1989).